# 砂川七番駅
砂川七番駅 （すながわななばんえき） は、東京都立川市柏町三丁目にある多摩都市モノレールの駅。駅番号はTT16。
砂川駅として計画・建設されていたが、開業時になって地域の通称名が駅名として採用された。

## 歴史
- 1998年（平成10年）11月27日：上北台 - 立川北間開業に伴い、当駅が開業[1]。

## 駅構造
対向式2面2線の高架駅である。軌道が芋窪街道上にあるため、駅舎は芋窪街道の中央分離帯に設置されている。駅舎は多摩都市モノレール線の他の非乗換駅と同様の標準化が図られている。
プラットホームは1000系電車4両編成（約60m）の許容長があり、ホームドアがある。1000系電車の車椅子スペースのホームドア手前には、バリアフリーのためにスロープがある。
エレベータおよびエスカレータも設置されている。

### のりば
| 番線 | 路線                 | 行先             |
| ---- | -------------------- | ---------------- |
| 1    | 多摩都市モノレール線 | 上北台方面       |
| 2    | 多摩都市モノレール線 | 多摩センター方面 |

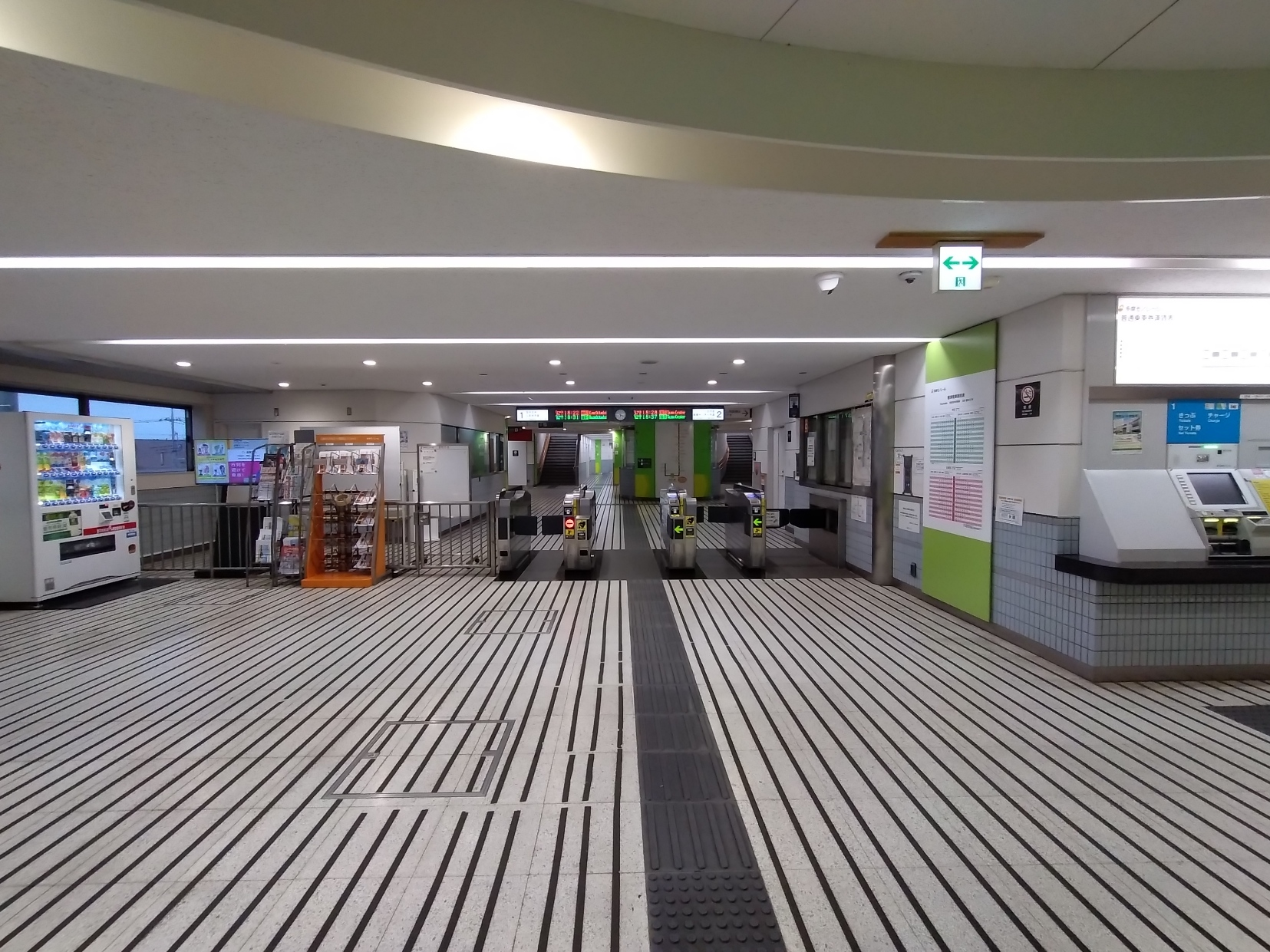
改札口（2025年7月）

## 利用状況
2024年度の1日平均乗車人員は2,507人である。近年の1日平均乗車人員推移は下記の通り。
| 年度               | 多摩都市 モノレール | 出典       |
| ------------------ | ------------------- | ---------- |
| 1998年（平成10年） | 1,183               | [ モノ 2 ] |
| 1999年（平成11年） | 1,323               | [ モノ 2 ] |
| 2000年（平成12年） | 1,666               | [ モノ 2 ] |
| 2001年（平成13年） | 1,852               | [ モノ 2 ] |
| 2002年（平成14年） | 1,942               | [ モノ 2 ] |
| 2003年（平成15年） | 1,956               | [ モノ 2 ] |
| 2004年（平成16年） | 2,015               | [ モノ 2 ] |
| 2005年（平成17年） | 2,073               | [ モノ 2 ] |
| 2006年（平成18年） | 2,103               | [ モノ 2 ] |
| 2007年（平成19年） | 2,161               | [ モノ 2 ] |
| 2008年（平成20年） | 2,217               | [ モノ 2 ] |
| 2009年（平成21年） | 2,196               | [ モノ 2 ] |
| 2010年（平成22年） | 2,173               | [ モノ 2 ] |
| 2011年（平成23年） | 2,135               | [ モノ 2 ] |
| 2012年（平成24年） | 2,201               | [ モノ 2 ] |
| 2013年（平成25年） | 2,282               | [ モノ 2 ] |
| 2014年（平成26年） | 2,224               | [ モノ 2 ] |
| 2015年（平成27年） | 2,255               | [ モノ 2 ] |
| 2016年（平成28年） | 2,325               | [ モノ 2 ] |
| 2017年（平成29年） | 2,383               | [ モノ 3 ] |
| 2018年（平成30年） | 2,437               | [ モノ 4 ] |
| 2019年（令和元年） | 2,501               | [ モノ 5 ] |
| 2020年（令和02年） | 1,974               | [ モノ 6 ] |
| 2021年（令和03年） | 2,063               | [ モノ 1 ] |
| 2022年（令和04年） | 2,256               | [ モノ 1 ] |
| 2023年（令和05年） | 2,392               | [ モノ 1 ] |
| 2024年（令和06年） | 2,507               | [ モノ 1 ] |

## 駅周辺
芋窪街道と五日市街道の交差する砂川七番交差点に面している。周辺は旧家の多い住宅街であったが、近年はマンション・アパートおよび商業施設も増加している。軌道と直行する五日市街道沿いには欅が多く見られる。
- 芋窪街道
- 五日市街道
- クリナップショールーム
- 日立ハウステックショールーム
- INAXショールーム
- SUZUKI自動車展示場
- サイクルベースあさひ 立川幸店
- こぶし会館
- 立川市幸図書館
- 川越道緑地古民家園

## バス路線
最寄りの停留所は「砂川七番駅」「砂川七番」であるが、路線により砂川七番駅に停車しないものもある。全ての路線が立川バスによって運行される。

### 砂川七番駅
北方向
- 国25・国26：上水営業所
- 立18-1・立20-1・立21・国29-2・玉41-1：玉川上水駅南口
- 立22：村山団地（玉川上水駅入口経由）
- 立23：村山団地（玉川上水駅経由）

南方向
- 国25：国立駅北口（砂川九番・恋ヶ窪駅経由）
- 国26：国立駅北口（砂川九番・稲荷神社経由）
- 国27：国立駅北口（弁天通り折返場経由）
- 寺50：国分寺駅北口（砂川九番・喜平橋経由）
- 立20-1・立22・立23：立川駅北口（新立川航空経由）
- 立21：立川駅北口（熊野神社前経由）
- 立18-1：立川駅北口（青柳新道経由）
- 玉41：東中神駅北口（大山団地経由）

### 砂川七番
砂川七番駅に停車しない系統のみ記載する。どちらも日曜・休日のみ運行する。
北方向
- 立14：松中団地操車場

南方向
- 立12：立川駅北口（新立川航空経由）

## 隣の駅
多摩都市モノレール
 多摩都市モノレール線
玉川上水駅 (TT17) - 砂川七番駅 (TT16) - 泉体育館駅 (TT15)